# Zwangsstuhl

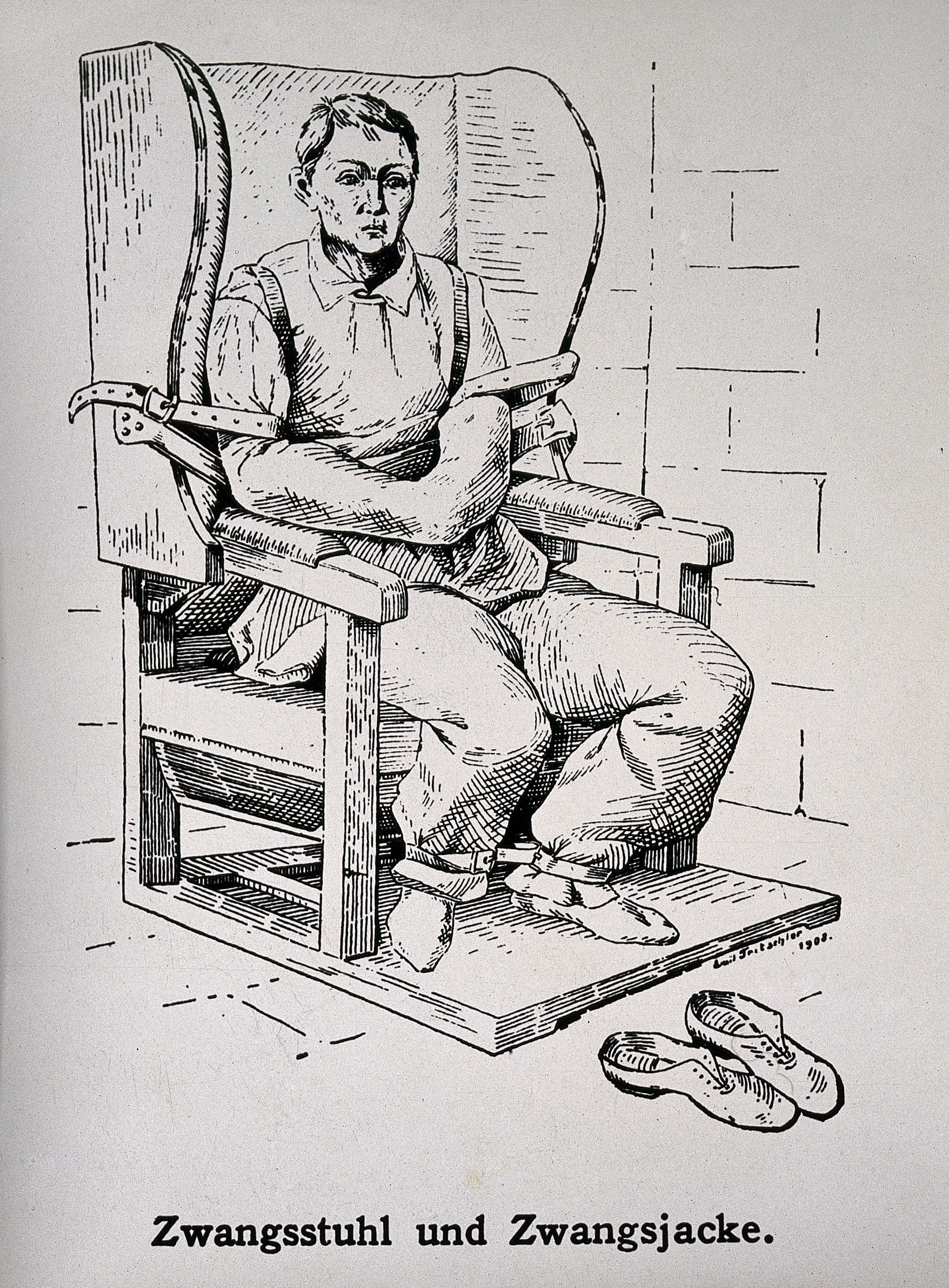
Zwangsstuhl wie er auch in Deutschland üblich war

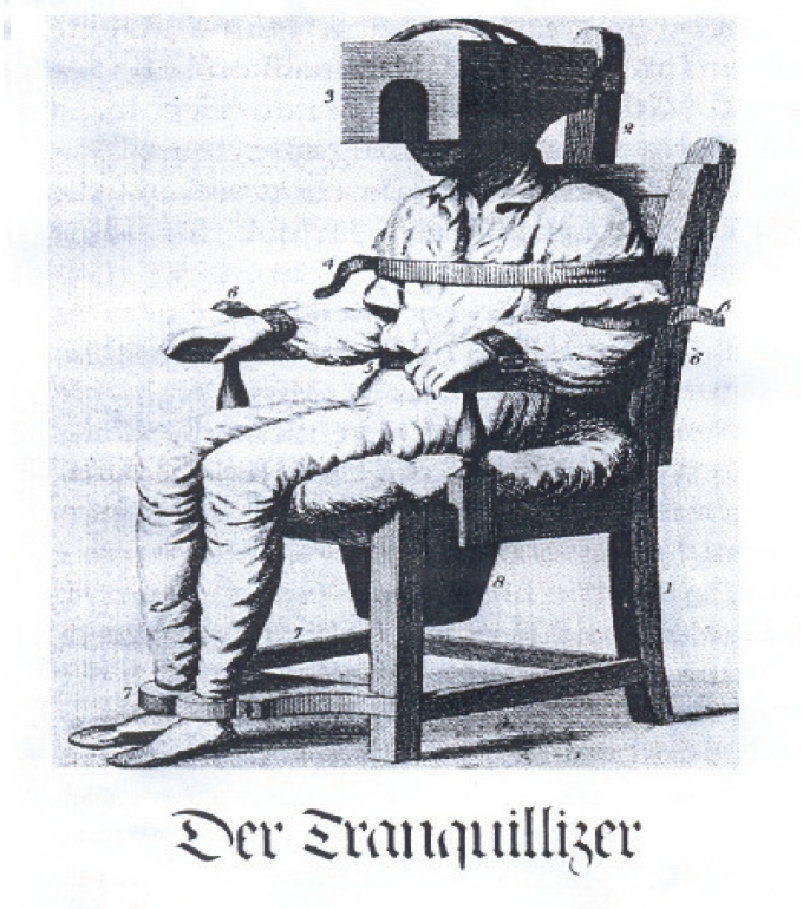
Zwangsstuhl

Der Zwangsstuhl war ein Mittel zu einer somatotherapeutische Zwangsbehandlung und zuweilen auch zur Strafe in psychiatrischen Einrichtungen. Die Patienten wurden darin mit Lederriemen oder anderen Mitteln fixiert, damit sie „ruhig, besonnen und folgsam“ wurden. In der Mitte der Sitzfläche befand sich ein Loch für Fäkalien. Der Zwangsstuhl wurde als Tranquilizer Chair im Jahr 1811 vom Psychiater Benjamin Rush erfunden.
Peter Joseph Schneider berichtete 1824 über das Zwangssitzen nach Ernst Horn: „Ein mit einem hohen Sitze und starken Armen aus festem Holze verfertigter Lehnstuhl mit beweglichem Rücken, in welchem der Irre vermittelst eines breiten Brustgurtes, Arm-, Hand- und Fuß-Riemen befestigt wird. Zugleich ist eine Vorrichtung angebracht, durch welche die Rückenlehne höher oder niedriger gestellt werden kann, für solche Fälle, in den der Kranke ungestümme Bewegungen mit dem Kopfe macht, welche durch Hinablassen des obern Stücks der Rückenlehne sogleich unschädlich gemacht werden können.“
Die Zeitdauer der Fixierung konnte bis zu 24 oder sogar auch 48 Stunden dauern. Mindestens ein Todesfall ist dokumentiert:  In Haina starb 1853 ein Patient nach neunundzwanzig Stunden im Zwangsstuhl. In einem anderen Fall wurde eine Patientin sogar volle sechs Monate hintereinander auf dem Zwangsstuhl fixiert.
Historische Zwangsstühle werden unter anderem im Psychiatriemuseum Haina und Psychiatrie-Museum Philippshospital ausgestellt.